# Betty Cuthbert
Elizabeth Alyse „Betty” Cuthbert (Merrylands, Új-Dél-Wales, 1938. április 20. – Mandurah, Nyugat-Ausztrália, 2017. augusztus 6.) négyszeres olimpiai bajnok ausztrál atléta.

## Pályafutása
Karrierje alatt 60 és 200 méteren, valamint 100, 220 és 440 yardon tartott női világrekordot. Az egyéni versenyszámokon túl az ausztrál váltó tagjaként váltóversenyeken is teljesített világrekordot.
18 évesen, 1956-ban részt vett a hazájában rendezett olimpiai játékokon. Három versenyszámban is aranyérmet nyert. Cuthbert első lett 100, valamint 200 méteres távon, továbbá tagja volt az aranyérmes négyszer százas ausztrál váltónak, amely új világrekorddal nyert.
Az 1960-as római olimpián sérülések hátráltatták. Csak a 100 méteres síkfutásban indult, azonban itt sem ért el jó eredményt. Ezt követően rövidebb időre visszavonult. 1962-ben, a Nemzetközösségi játékokon tért vissza, ahol aranyéremhez segítette az ausztrál váltót.
1964-ben újabb aranyérmet nyert az olimpiai játékokon. Ekkor kizárólag az olimpia programjába első alkalommal bekerült női 400 méteres síkfutás számára koncentrált. A döntőben mindössze két tized másodperccel előzte meg a végül ezüstérmes brit Ann Packert.

## Egyéni legjobbjai
- 60 méteres síkfutás - 7,2 s (1960)
- 100 yardos síkfutás - 10,4 s (1958)
- 100 méteres síkfutás - 11,4 s (1956)
- 200 méteres síkfutás - 23,2 s (1956)
- 220 yardos síkfutás - 23,2 s (1960)
- 400 méteres síkfutás - 52,01 s (1964)
- 440 yardos síkfutás - 53,3 s (1963)

## Magánélete
1965-ben megkapta A Brit Birodalom Rendje elismerést; az MBE, vagyis tag fokozatban részesült. Később még több nemzeti elismerést is kapott sportteljesítményéért.
Az 1970-es években sclerosis multiplexet állapítottak meg nála. Ezt követően aktív kampányba kezdett a betegséggel kapcsolatos kutatások támogatása érdekében.